# Родна кућа народног хероја Саве Мунћана
Родна кућа народног хероја Саве Мунћана налази се у Крушчици, насељеном месту на територији општине Бела Црква и представља непокретно културно добро као споменик културе.
Родна кућа народног хероја Славка Мунћана-Саве састоји се од два дела, стамбеног и економског, који је касније дозидан. Кућа својом ужом фасадом излази на улицу. Двориште је ограђено зидом од опеке са дрвеним вратима и дрвеном колском капијом.